# Filicida

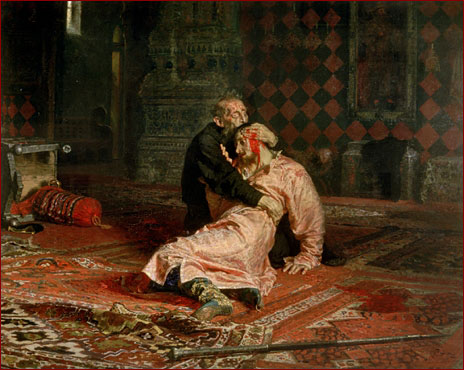
Ivan Hrozný a jeho syn Ivan 16. listopadu 1581 – autor zobrazení filicidy Ilja Repin

Filicida či filicidia je úmyslný čin rodiče, který se dopustí vraždy svého vlastního dítěte. Slovo označující zabití svého dítěte pochází z latinského slova filius znamenající syna nebo filia znamenající dceru a přípony -cide pocházející ze slova caedere znamenající zabíjení, vraždu nebo způsobení smrti. Zabití svého dítěte se může vztahovat jak na rodiče, který zabil syna či dceru, tak i na trestný čin, kde rodič takové zabití připustil.
Někdy se rozlišuje neonaticida – vraždění novorozenců do 24 hodin od porodu, které se nejčastěji děje ze strany matky; filicidou se pak myslí zabití staršího dítěte, které je pravděpodobnější ze strany otce.